# Brest Pokupski
Brest Pokupski är en ort i Kroatien.   Den ligger i länet Moslavina, i den centrala delen av landet, 50 km sydost om huvudstaden Zagreb. Brest Pokupski ligger 104 meter över havet och antalet invånare är 325.
Terrängen runt Brest Pokupski är huvudsakligen platt, men söderut är den kuperad. Runt Brest Pokupski är det glesbefolkat, med 20 invånare per kvadratkilometer. Närmaste större samhälle är Petrinja, 3,0 km sydost om Brest Pokupski. Omgivningarna runt Brest Pokupski är en mosaik av jordbruksmark och naturlig växtlighet.